# Súper Final de Ascenso (Panamá)
La Súper Final de Ascenso, fue la serie eliminatoria que definía al equipo que ascendía a la Primera División de Panamá. Dicho duelo fue creado a partir del cambio de formato en el sistema de competencia del circuito de ascenso en la temporada 2010-11, cuando se dividió el ciclo futbolístico en dos torneos cortos, cada uno con su propio campeón; con lo cual se determinó que los dos campeones semestrales de la Liga de Ascenso deberían disputar una serie extra para definir al conjunto que ocuparía un lugar en el máximo circuito. El equipo que ascendía se le denomina Campeón de Ascenso; el último equipo campeón fue el Club Deportivo Atlético Chiriquí.

## Historia
Desde las Temporadas 1997 a la 2006 el campeón de Segunda División de Panamá accedía de forma directa a la Primera División, ha excepción de la Temporada 2005, donde el subcampeón de ascenso jugó contra el Penúltimo de la Primera División. Estos fueron el (Sporting 89 y el Atlanta). Desde la Temporada 2008-09 se empezaron a jugar dos torneos (Apertura y Clausura), sin embargo no hubo ascenso. Así fue durante el segundo semestre del 2009 donde hubo un partido de reprechaje y lo ganó el equipo de primera división (Alianza FC vs Río Abajo FC, con un global 2-1).
Desde la Temporada 2010-11 se cambia el nombre de la división a Liga Nacional de Ascenso, con ellos siguieron los Torneos (Apertura y Clausura) y se empezó a disputar el Torneo de Súper Final de Ascenso, para definir al equipo que ascendería a la Primera División de Panamá para la siguiente temporada. Posteriormente se cambia nuevamente del nombre a Liga de Ascenso pero se continua con el mismo formato de Clasificación a la Primera División.
Para la temporada 2019-20 la Federación Panameña de Fútbol decidió suspender el Ascenso/Descenso entre la Liga Panameña de Fútbol (Primera División) y la Liga de Ascenso (Segunda División).

## Sistema de competencia
Disputaban el ascenso a la Primera División los campeones de los Torneos Apertura y Clausura de la temporada. El Club Campeón del Torneo Apertura será el cual ejerza de local en el partido definitorio.
La sede donde se disputará dicho partido será anunciada por la liga, la federación, con el consentimiento de los clubes participantes, los cuales deberán estar de acuerdo en la designación de la misma, su fecha de realización y la hora pactada para el mismo.
El club vencedor de la Final de Ascenso a la Liga Panameña de Fútbol será aquel que en el partido anote el mayor número de goles. Si al término del tiempo reglamentario el partido está empatado, se agregarán dos tiempos extras de 15 minutos cada uno. De persistir el empate en estos periodos, se procederá a lanzar tiros penales, hasta que resulte un vencedor.
Si el Club vencedor es el mismo en los dos Torneos, se producirá el ascenso automáticamente.
El equipo que gane la final por el ascenso, deberá estar "Certificado para ascender", de acuerdo al Reglamento de la FEPAFUT, de no ser así, no podrá ascender y se sólo se le "recompensará" con el premio de Campeón de dicho Torneo.

## Tabla de Campeones de Ascenso
| Temporada | Campeón Apertura     | Resultado | Campeón Clausura  | Campeón Ascenso   | DT Campeón        | Estadio                   |
| --------- | -------------------- | --------- | ----------------- | ----------------- | ----------------- | ------------------------- |
| 2010-11   | Colón C-3            | 2-0       | SUNTRACS FC       | Colón C-3         | Carlos Miranda    | Agustín "Muquita" Sánchez |
| 2011-12   | Río Abajo FC         | 4-2       | CA Independiente  | Río Abajo FC      | Rubén Guevara     | Javier Cruz García        |
| 2012-13   | Millennium UP        | 3-4       | CA Independiente  | CA Independiente  | Franklin Narváez  | Javier Cruz García        |
| 2013-14   | Atlético Chiriquí    | 1-0       | SUNTRACS FC       | Atlético Chiriquí | Javier Wanchope   | Agustín "Muquita" Sánchez |
| 2014-15   | SD Atlético Nacional | 3-0       | SUNTRACS FC       | Atlético Nacional | José Chiari       | Maracaná                  |
| 2015-16   | Santa Gema FC        | 0-0 (3-0) | Millennium UP     | Santa Gema FC     | Leopoldo Lee      | Agustín "Muquita" Sánchez |
| 2016-17   | Costa del Este FC    | 1-2       | CA Independiente  | CA Independiente  | Jorge Dely Valdés | Maracaná                  |
| 2017-18   | Costa del Este FC    | -         | Costa del Este FC | Costa del Este FC | Ángel Sánchez     |                           |
| 2018-19   | Leones de América    | 1-2       | Atlético Chiriquí | Atlético Chiriquí | Patricio Sampó    | San Cristóbal             |

## Palmarés

### Clubes con más títulos
| Club                 | Títulos | Subtítulos | Años Campeón     | Años Subcampeón           |
| -------------------- | ------- | ---------- | ---------------- | ------------------------- |
| Atlético Chiriquí    | 2       | 0          | 2013-14, 2018-19 | -                         |
| CA Independiente     | 2       | 1          | 2012-13, 2016-17 | 2011-12                   |
| Colón C-3            | 1       | 0          | 2010-11          | -                         |
| Costa del Este FC    | 1       | 1          | 2017-18          | 2016-17                   |
| Río Abajo FC         | 1       | 0          | 2011-12          | -                         |
| Santa Gema FC        | 1       | 0          | 2015-16          | -                         |
| SD Atlético Nacional | 1       | 0          | 2014-15          | -                         |
| SUNTRACS FC          | 0       | 3          | -                | 2010-11, 2013-14, 2014-15 |
| Millennium UP        | 0       | 2          | -                | 2012-13, 2015-16          |
| Leones de América    | 0       | 1          | -                | 2018-19                   |

- Datos: Q75049552